# Flying Wild Hog
Flying Wild Hog Sp. z oo est un développeur de jeux vidéo polonais fondé en 2009 et basé à Varsovie. La société est surtout connue pour son reboot de Shadow Warrior sorti en 2013, sa suite, Shadow Warrior 2 sorti en 2016. Shadow Warrior 3 sorti 2022.

## Histoire
Flying Wild Hog a été créé en 2009. Le studio a travaillé sur son propre moteur de jeu vidéo, le Road Hog Engine, qui a abouti à son premier jeu, Hard Reset, sorti en septembre 2011,,. En avril 2012, Flying Wild Hog a publié un DLC gratuit pour Hard Reset, Hard Reset: Exile,,. En septembre 2013, le développeur a sorti Shadow Warrior, qui a été édité par Devolver Digital, et sa suite, Shadow Warrior 2, a été annoncée en 2015 pour une sortie en 2016,. Le 7 décembre 2015, Flying Wild Hog a ouvert une nouvelle division à Cracovie, dirigée par Michał Kuk.
Flying Wild Hog a été acquis en mars 2019 par Supernova Capital, une société d'investissement créée par l'ancien PDG de Splash Damage, Paul Wedgwood, et d'autres membres de Splash Damage. Cette acquisition permet à Flying Wild Hog de se concentrer davantage sur le développement de son jeu. Depuis novembre 2019, Flying Wild Hog travaille sur trois jeux vidéo. L'un d'eux serait édité par Focus Home Interactive.
En juillet 2020, Shadow Warrior 3 a été annoncé pour 2021.
En novembre 2020, Embracer Group a annoncé avoir acquis la société via Koch Media, qui deviendra la société mère,,.

## Jeux développés
| An   | Titre            | Plateforme (s)                                                         | Editeur (s)                      |
| ---- | ---------------- | ---------------------------------------------------------------------- | -------------------------------- |
| 2011 | Hard Reset       | Microsoft Windows                                                      | Flying Wild Hog                  |
| 2013 | Shadow Warrior   | Linux, macOS, Microsoft Windows, PlayStation 4, Xbox One               | Devolver Digital                 |
| 2014 | Juju             | Android, Microsoft Windows, PlayStation 3, Xbox 360                    | Flying Wild Hog                  |
| 2016 | Hard Reset Redux | Microsoft Windows, PlayStation 4, Xbox One                             | Gambitious Digital Entertainment |
| 2016 | Shadow Warrior 2 | Microsoft Windows, PlayStation 4, Xbox One                             | Devolver Digital                 |
| 2022 | Shadow Warrior 3 | Microsoft Windows, PlayStation 4, PlayStation 5, Xbox One, Xbox Series | Devolver Digital                 |
| 2022 | Evil West        | Microsoft Windows, PlayStation 4, PlayStation 5, Xbox One, Xbox Series | Focus Entertainment              |
| 2022 | Trek to Yomi     | Microsoft Windows, PlayStation 4, PlayStation 5, Xbox One, Xbox Series | Devolver Digital                 |
| 2022 | Space Punks      | Microsoft Windows, PlayStation 5, Xbox Series                          | Jagex                            |